# India op de Olympische Winterspelen 1968
Tijdens de Olympische Winterspelen van 1968, die in Grenoble (Frankrijk) werden gehouden, nam India voor de tweede keer deel.

## Deelnemers en resultaten

### Alpineskiën
| Olympiër          | Discipline       | Resultaat | Prestatie                           |
| ----------------- | ---------------- | --------- | ----------------------------------- |
| Jeremy Bujakowski | afdaling (m)     | 53e       | 2.11,82 (+11,97)                    |
| Jeremy Bujakowski | reuzenslalom (m) | 65e       | 4.01,93 (+32,65)                    |
| Jeremy Bujakowski | slalom (m)       | dnq       | niet geplaatst voor finalewedstrijd |

Argentinië · Australië · Bondsrepubliek Duitsland · Bulgarije · Canada · Chili · Denemarken · Duitse Democratische Republiek · Finland · Frankrijk · Griekenland · Groot-Brittannië · Hongarije · IJsland · India · Iran · Italië · Japan · Joegoslavië · Libanon · Liechtenstein · Marokko · Mongolië · Nederland · Nieuw-Zeeland · Noorwegen · Oostenrijk · Polen · Roemenië · Sovjet-Unie · Spanje · Tsjecho-Slowakije · Turkije · Verenigde Staten · Zuid-Korea · Zweden · Zwitserland